# Dea Syria
Dea Syria, die Syrische Göttin (altgriechisch Συρία θεά Syría theá), war eine der phrygischen Kybele ähnliche Gottheit mit einem bedeutenden Tempel in Hierapolis Bambyke (Manbog). Die ausführlichste Beschreibung ihres Kultes an diesem Ort in dem Werk De Syria dea wird Lukian von Samosata zugeschrieben.

## Name und Wesen der Gottheit
Der ursprüngliche Name der Göttin lautete Atargatis (syrisch tgrt' ), sie wird aber häufig auch als Derketo wiedergegeben, am häufigsten ist in römischer Zeit jedoch die Bezeichnung ohne Namen als syrische Göttin. Der Kult in Hierapolis ist das Ergebnis eines langen synkretistischen Transformationsprozesses. Auf der Suche nach dem ursprünglichen Wesen der Gottheit wurde der Name Atargatis etymologisch gedeutet, ohne dass hierbei ein Konsens erreicht wurde. Aufgrund der numismatischen Bezeugung vermutet H. J. W. Drijvers, dass die Göttin in Hierapolis als ‘tr‘th, „Göttin Ateh“ verehrt wurde; Ateh sei die aramaisierte Form des Namens Anat.
Lukian versucht, die vielen Aspekte der Dea Syria dadurch in den Blick zu bekommen, dass er sie mit unterschiedlichen griechischen Gottheiten (Hera, Rhea, Artemis, Aphrodite) versuchsweise identifiziert. Ebenso wie Ischtar und Kybele ist die Dea Syria eine Große Göttin. Als Muttergöttin ist sie vor allem durch ihre Allmacht gekennzeichnet, als Natur- und Fruchtbarkeitsgöttin wird sie als „Herrin der Tiere“ dargestellt.
In der römischen Kaiserzeit wird sie oft mit der Kybele, deren Kult schon anerkannter war, gleichgesetzt. Bei Apuleius wird sie mit den Beinamen der Kybele bezeichnet, aber deren „Schwester“ genannt.
Ikonographisch wird sie auf einem Löwen oder einem von Löwen flankierten Thron sitzend dargestellt, gemeinsam mit ihrem männlichen Partner (Hadad) und häufig auch einem anikonischen Kultmal, das Lukian als σημήιον (semeion) bezeichnet. Dieses ähnelt einem römischen Feldzeichen, geht jedoch offenbar auf ältere lokale Vorstellungen zurück.
Die Dea Syria wird – wohl in Verwechslung mit Derketo – auch als Wesen, dessen untere Körperhälfte einem Fisch gleicht, dargestellt.

## Kult und Priesterschaft
Das goldene und mit Edelsteinen geschmückte Kultbild der Dea Syria im Tempel von Hierapolis war zwar nur für die höchsten Priester zugänglich, aber, da das Adyton offen war, für die Gläubigen gut sichtbar, und Lukian beschrieb es genau. Demnach war die Dea Syria sitzend auf einem Löwenthron dargestellt, mit einer Mauerkrone auf dem Kopf; ihre Attribute waren Tympanon, Zepter und Spindel (was sie in welcher Hand hielt, spezifizierte er nicht). Im 4. Jahrhundert v. Chr. war Hierapolis eine Münzstätte, die Silbermünzen mit aramäischen Inschriften und dem Kopf bzw. der Büste der Göttin ausprägte. Später wurden in der römischen Kaiserzeit (zwischen Trajan und Philippus Arabs) in Hierapolis Münzen geprägt, auf denen die Dea syria so wie Lukian sie beschreibt mit Mauerkrone, Chiton, Peplos auf einem Löwenthron zu sehen ist, auf einem anderen Münztyp reitet sie auf einem Löwen.
Im Tempel von Hierapolis stand der Kult der Dea Syria im Mittelpunkt, ihr Partner Hadad war in römischer Zeit von untergeordneter Bedeutung. Täglich werden beiden zweimal Opfer von Rindern, Ziegen und Schafen dargebracht, der Dea Syria mit Musik, dem Adad in Stille. Der Tempel soll über einem Erdspalt errichtet sein, in dem das Wasser nach der Sintflut abgeflossen sei; ein Hauptfest der Dea Syria hat den Inhalt, dass die Kultteilnehmer zum Meer ziehen, dort Wasser schöpfen, es in versiegelten Gefäßen nach Hierapolis bringen und in den Erdspalt gießen. Nahe dem Tempel befand sich ein fischreicher See. Ein hölzerner Altar mitten in dem See wurde von Schwimmern bekränzt, die auf diese Weise ihre Gelübde erfüllten. An Festen wurden die Kultbilder zum See gebracht. Beim Frühlingsfest brachten die Pilger Opfertiere mit und hängten außerdem Textilien und Objekte aus Edelmetall an Bäume, die sie anschließend verbrannten. Im Tempelareal waren große säulenartige Phalloi aufgestellt. Zweimal jährlich brachte ein Mann auf der Spitze einige Tage zu und bot den Besuchern an, gegen Bezahlung für sie zu beten.
Die eigentliche Priesterschaft teilte sich in diejenigen, die im Tempel Dienst taten und die niedrigeren Priester, die in den Außenbereichen verschiedene Aufgaben erfüllten. Sie trugen weiße Kleidung und eine Kappe (Pilos). Die Amtszeit des Hohepriesters war ein Jahr; er war an einem Purpurgewand und goldener Tiara kenntlich. Außerdem hielten sich am Tempel Musikanten, Eunuchen (Gallen) und charismatische Frauen auf. Die Gallen hatten sich in Ekstase mit einem Schwert selbst kastriert und waren mit langem Haar, bunten Gewändern und geschminkten Augen als eine Art Heilige kenntlich, wenn sie auch den Tempel nicht betreten durften. Bei den großen Festen in Hierapolis waren sie zahlreich zugegen und zogen sonst als Bettelpriester mit einem Kultbild ihrer Göttin über Land.

## Verbreitung des Kults
In Askalon wurde die dea Syria halb als Frau, halb als Fisch dargestellt. Im 3./2. Jahrhundert v. Chr. ist ihr Kult in Ägypten, Makedonien Ätolien und Messenien nachgewiesen, auf Delos besaß sie ein Heiligtum und genoss in Rom zeitweilig kaiserliche Gunst: Sueton berichtet in seinen Kaiserviten, dass der Kult zur syrischen Göttin der einzige Götterkult war, den Nero nicht verachtete, bis er eines Tages sogar dieses Götterbild mit Urin besudelte. Mit den römischen Legionen kam der Kult der Dea Syria in die Donauprovinzen und bis nach Britannien.